# ان‌جی‌سی ۵۱۹۸
ان‌جی‌سی ۵۱۹۸ (انگلیسی: NGC 5198) یک کهکشان بیضی شکل در صورت فلکی تازی‌ها است. این کهکشان در ۱۲ مه ۱۷۸۷ توسط ستاره شناس ویلیام هرشل کشف شد.